# Рябково (Хвойнинский район)
Рябково — деревня без постоянного населения в Хвойнинском муниципальном районе Новгородской области, относится к Боровскому сельскому поселению. Площадь земель деревни — 18,2 га.
Рябково находятся на высоте 167 м над уровнем моря, к северо-западу от озера Большое Кузино и юго-западу от озера Гусинок близ реки Граничная, протекающей западнее деревни. Неподалёку есть ещё две деревни: к северо-западу, в 2 км — деревня Новинка и в 2 км к юго-востоку — также уже нежилая деревня Орёл.

## Население
| 2009 | 2010 | 2012 | 2013 |
| ---- | ---- | ---- | ---- |
| 0    | →0   | →0   | →0   |

## История
Рябково в Боровичском уезде Новгородской губернии относилось к Миголощской волости. На 1896—1897 гг. в Рябкове было 42 двора, проживали 108 мужчин и 128 женщин, а также было 17 детей школьного возраста — 8 мальчиков и 9 девочек.
К 1924 году Рябково было в составе Боровского сельсовета в Миголощской волости. 3 апреля 1924 постановлением ВЦИК Миголощская волость была присоединена к Кончанской волости Боровичского уезда, 1 августа 1927 года постановлением ВЦИК Боровичский уезд вошёл в состав новообразованного Боровичского округа Ленинградской области, Боровской сельсовет вошёл в состав новообразованного Кончанского района этого округа. Население деревни Рябково по переписи 1926 года — 290 человек. Постановлением ЦИК и СНК СССР от 23 июля 1930 года Боровичский округ был упразднён, район стал подчинён Леноблисполкому 17 января 1931 года в деревне Рябково Боровского сельсовета был организован колхоз «Верный путь». Постановлением Президиума ВЦИК от 1 января 1932 года Кончанский район был упразднён, а Боровской сельсовет вошёл в состав Хвойнинского района. Население деревни Рябково в 1940 году — 108 человек. Указом Президиума Верховного Совета СССР от 5 июля 1944 года Хвойнинский район вошёл во вновь образованную Новгородскую область.
На основании решения Хвойнинского райисполкома в 1950 году к колхозу «Боровская горка», с центральной усадьбой в деревне Боровское, были присоединены все колхозы Боровского сельсовета, в том числе и «Верный путь», но название у объединённого колхоза стало «Верный путь»; председателем правления колхоза был избран председатель прежнего колхоза «Боровская горка» — Григорьев Пётр Константинович. 27 сентября 1960 года в колхоз «Верный путь» присоединили колхоз «8-е Марта» Песковского сельсовета, и переименовали в колхоз имени Героя Советского Союза, Денисова Алексея Макаровича уроженца деревни Зихново. Во время неудавшейся всесоюзной реформы по делению на сельские и промышленные районы и парторганизации, в соответствии с решениями ноябрьского (1962 года) пленума ЦК КПСС «о перестройке партийного руководства народным хозяйством» с 10 декабря 1962 года Решением Новгородского облисполкома № 764 Хвойнинский район был упразднён, Клеймиха и Боровской сельсовет вошли в крупный Пестовский сельский район, а 1 февраля 1963 года Президиум Верховного Совета РСФСР своим Указом утвердил Решение Новгородского облисполкома, но пленум ЦК КПСС, состоявшийся 16 ноября 1964 года, восстановил прежний принцип партийного руководства народным хозяйством, после чего Указом Верховного Совета РСФСР от 12 января 1965 года и сельсовет и деревня во вновь восстановленном Хвойнинском районе.
28 августа 1974 года решением Хвойнинского райисполкома № 89 года колхоз имени Денисова A.M. был реорганизован в совхоз имени Денисова A.M.; директором стал председатель прежнего колхоза Григорьев Пётр Константинович. 21 декабря 1992 года совхоз имени Денисова реорганизован в ТОО имени Денисова, а 29 декабря 1999 года ТОО реорганизовано в сельскохозяйственный кооператив (СК) имени Денисова.
С принятием закона от 6 июля 1991 года «О местном самоуправлении в РСФСР» была образована Администрация Боровского сельсовета (Боровская сельская администрация), затем Указом Президента РФ № 1617 от 9 октября 1993 года «О реформе представительных органов власти и органов местного самоуправления в Российской Федерации» деятельность Боровского сельского Совета была досрочно прекращена, а его полномочия переданы Администрации Боровского сельсовета. По результатам муниципальной реформы, с 2005 года деревня Рябково входит в состав муниципального образования — Боровское сельское поселение Хвойнинского муниципального района (местное самоуправление), по административно-территориальному устройству подчинена администрации Боровского сельского поселения Хвойнинского района.